# Rajd Gdańsk 2017
14. Rajd Gdańsk Baltic Cup – 14. edycja Rajdu Gdańsk Baltic Cup. To rajd samochodowy, który był rozgrywany od 26 do 28 maja 2017 roku. Bazą rajdu było miasto Gdańsk. Była to druga runda rajdowych samochodowych mistrzostw Polski w roku 2017.

## Wyniki końcowe rajdu[1]
| Miejsce | Kierowca             | Pilot                | Samochód                    | Czas      | Strata  | Grupa Klasa | Punkty |
| ------- | -------------------- | -------------------- | --------------------------- | --------- | ------- | ----------- | ------ |
| 1       | Filip Nivette        | Kamil Heller         | Škoda Fabia R5              | 1:01:16.0 | -       | 2           | 25+3   |
| 2       | Dominykas Butvilas   | Renatas Vaitkevičius | Škoda Fabia R5              | 1:02:08.3 | +52.3   | 2           | 18+2   |
| 3       | Bryan Bouffier       | Gilbert Dini         | Ford Fiesta Proto           | 1:02:35.1 | +1:19.1 | Open N      | 15     |
| 4       | Jarosław Kołtun      | Ireneusz Pleskot     | Ford Fiesta R5              | 1:02:52.9 | +1:36.9 | 2           | 12+1   |
| 5       | Tomasz Kasperczyk    | Damian Syty          | Ford Fiesta R5              | 1:04:07.6 | +2:51.6 | 2           | 10     |
| 6       | Zbigniew Gabryś      | Artur Natkaniec      | Ford Fiesta R5              | 1:04:19.4 | +3:03.4 | 2           | 8      |
| 7       | Marcin Gagacki       | Marcin Bilski        | Škoda Fabia R5              | 1:06:14.3 | +4:58.3 | 2           | 6      |
| 8       | Krzysztof Oleksowicz | Sebastian Sadowski   | Ford Fiesta R5              | 1:08:37.3 | +7:21.3 | 2           | 4      |
| 9       | Dariusz Topolewski   | Paweł Drahan         | Mitsubishi Lancer Evo IX R4 | 1:09:10.0 | +7:54.0 | Open N      | 2      |
| 10      | Kacper Wróblewski    | Łukasz Sitek         | Peugeot 208 R2              | 1:09:14.0 | +7:58.0 | 4           | 1      |